# Чансиндао (Далянь)
Чансиндао (кит. упр. 长兴岛) — остров в Бохайском заливе, 5-й по величине остров Китая (6-й с учётом Тайваня), крупнейший китайский остров севернее реки Янцзы.
Протяжённость острова — 30 км с запада на восток и 11 км с севера на юг, его площадь — 252,5 км². На Чансиндао проживает около 60 тысяч человек. Административно остров входит в состав городского уезда Вафандянь города субпровинциального значения Далянь провинции Ляонин.
В январе 2002 года правительство провинции Ляонин приняло решение о создании на Чансиндао и ещё четырёх соседних островах Зоны экономического развития провинциального уровня.